# 131181 Žebrák
131181 Žebrák è un asteroide della fascia principale. Scoperto nel 2001, presenta un'orbita caratterizzata da un semiasse maggiore pari a 2,7650694 au e da un'eccentricità di 0,0515784, inclinata di 5,76861° rispetto all'eclittica.